# Octan uliprystalu
Octan uliprystalu – organiczny związek chemiczny z grupy syntetycznych hormonów steroidowych, stosowany jako lek z grupy selektywnych modulatorów receptorów progesteronu (SPRM).

## Zastosowanie

### Antykoncepcja postkoitalna
Lek stosuje się jako antykoncepcję postkoitalną. Używa się w tym celu tabletki zawierającej 30 mg substancji czynnej. Stosuje się ją w przeciągu 120 godzin (5 dni) po stosunku seksualnym bez zabezpieczenia, bądź w przypadku którego zabezpieczenie się nie powiodło. Wykazano, że zmniejsza ilość ciąż o 60%, a więc działa skuteczniej od lewonorgestrelu. Lek jest dostępny na receptę w ponad 50 krajach. Sprzedaż bez recepty (OTC) testowano w Wielkiej Brytanii. W styczniu 2015, na podstawie rekomendacji Europejskiej Agencji Leków, Komisja Europejska podjęła decyzję o dopuszczeniu preparatu EllaOne do sprzedaży bez recepty w krajach Unii Europejskiej.
W badaniach III fazy, w których uczestniczyły 2183 kobiety, odnotowano 41 ciąż (1,9%). Częściej zdarzały się one u kobiet, które w tym samym cyklu odbywały kolejne stosunki seksualne, jak też u cierpiących na otyłość.

### Terapia włókniaków macicy
Octan uliprystalu stosowany jest również w przedoperacyjnym leczeniu umiarkowanych bądź ciężkich objawów włókniaków macicy u dorosłych kobiet w wieku reprodukcyjnym. Dawka dobowa wynosi w takim przypadku 5 mg.
Terapia włókniaków macicy octanem uliprystalu przez 13 tygodni zapewnia efektywną kontrolę nadmiernego krwawienia z włókniaków macicy oraz zmniejsza ich rozmiary.
W przypadku dwóch przerywanych trzymiesięcznych kursów leczenia octanem uliprystalu w dawce 10 mg pod koniec pierwszego kursu brak miesiączki zaobserwowano u 79,5%, a pod koniec kolejnego u 88,5% probantek. Średnia redukcja objętości mięśniaka obserwowana po pierwszym cyklu wyniosła 41,9% i została ona utrzymana podczas drugiego cyklu (43,7%).

## Działania niepożądane
Często lek powoduje ból brzucha, czasowe nieregularne miesiączkowanie, zaburzenia miesiączkowania. Podczas długiego stosowania (12 tygodni) zaobserwowano także ból głowy i nudności, jednak nie występowały one po przyjęciu pojedynczej dawki leku.

## Interakcje
Octan uliprystalu jest metabolizowany in vitro przez izoenzym CYP3A4 cytochromu P450. Prawdopodobnie więc lek wchodzi w interakcje z innymi substratami tego samego izoenzymu, jak ryfampicyna, fenytoina, ziele dziurawca, karbamazepina, rytonawir. Nie zaleca się łączyć go z tymi lekami. Może także wstępować w interakcje z innymi hormonalnymi środkami antykoncepcyjnymi i progestagenami, jak lewonorgestrel, jak też z innymi ligandami receptora progesteronowego, jak też glukokortykosteroidami.

## Przeciwwskazania
Z uwagi na jego metabolizm z udziałem cytochromu P450 octanu uliprystalu nie mogą przyjmować kobiety z poważnymi chorobami wątroby. Nie przeprowadzono również badań obejmujących kobiety poniżej 18 lat.

### Ciąża
W przeciwieństwie do lewonorgestrelu, a podobnie do mifepristonu, octan uliprystalu wykazuje embriotoksyczność w badaniach na zwierzętach. Przed zastosowaniem leku należy więc wykluczyć ciążę. Europejska Agencja Leków zaproponowała unikanie wzmianek o możliwości użycia octanu uliprystalu jako środka aborcyjnego w celu zapobieżenia stosowaniu leku niezgodnie ze wskazaniami rejestracyjnymi. Nie jest prawdopodobne, by octan uliprystalu mógł być efektywnie stosowany jako środek aborcyjny, gdyż stosowany jest w znacznie mniejszej dawce (30 mg) niż z grubsza podobnie działający mifepriston, stosowany w dawce 600 mg i wymagający połączenia z prostaglandynami w celu wywołania poronienia. Jednak dane na temat embriotoksyczności u ludzi są bardzo ograniczone i nie jest znane rzeczywiste ryzyko wywołania aborcji lub działania teratogennego. Z 29 kobiet, które zaszły w ciążę, mimo przyjęcia octanu uliprystalu, 16 przeszło aborcję, u 6 doszło do spontanicznego poronienia, 6 zaakceptowało i kontynuowało ciążę, a jedna przestała uczestniczyć w badaniu.

### Laktacja
Nie zaleca się karmić piersią w przeciągu 36 godzin po przyjęciu leku. Nie wiadomo, czy octan uliprystalu bądź jego metabolity są wydzielane do mleka.

## Farmakokinetyka
W badaniach na zwierzętach substancja szybko i niemal w całości wchłaniała się w jelitach. Przyjęcie pokarmu opóźnia wchłanianie, nie wiadomo jednak, czy wywiera wpływ istotny klinicznie.
Octan uliprystalu jest metabolizowany w wątrobie, w większości przez izoenzym CYP3A4 cytochromu P450, a w małej ilości również przez izoenzymy CYP1A2 i CYP2D6. Wykazano aktywność farmakologiczną dwóch głównych metabolitów, mniejszą jednak, niż oryginalnej substancji. Specyfik opuszcza organizm ludzki z kałem.

## Farmakodynamika
Jako SPRM octan uliprystalu wywiera działania częściowego agonisty oraz antagonisty receptora progesteronowego. Wiąże także receptor glukokortykosteroidowy. Nie wykazuje jednak istotnego powinowactwa do receptora estrogenowego, androgenowego ani mineralokortykosteroidowego. Badanie kliniczne II fazy sugeruje, że mechanizm działania leku może obejmować blokowanie lub opóźnianie owulacji oraz opóźnianie dojrzewania endometrium.

## Historia
Europejska Agencja Leków zaakceptowała octan uliprystalu w marcu 2009.
Amerykańska Agencja Żywności i Leków zaakceptowała zapisywanie leku na receptę 13 sierpnia 2010, zgodnie z rekomendacją komisji doradczej. Watson Pharmaceuticals ogłosił dostępność octanu uliprystalu w USA 1 grudnia 2010 w aptekach, klinikach i przez internet (KwikMed).

## Preparaty
Preparaty octanu uliprystalu dostępne są pod nazwami Ellaone, Ella, Esmya.